# Violino tzigano
Violino tzigano è un brano musicale del 1934 scritto da Cesare Andrea Bixio (musica) e Bixio Cherubini per il testo.  
Il brano era stato composto per il film sonoro del 1934, Melogramma diretto da Giorgio Simonelli con l'attrice Elsa Merlini, che per prima dunque cantò la famosissima canzone per la Columbia, e ben presto anche  Milly e Carlo Buti; per la Fonit la incisero sia Ada Neri che il tenore Fernando Orlandis, la Odeon arruolò Mario Latilla e Meme Bianchi e infine Emilio Livi che la incise per la Parlophon, Enzo Fusco su dischi Fonotecnica Fonola. 
La canzone ebbe anche un grande successo all'estero la versione che in Francia fu incisa dal Tino Rossi e Connie Francis.